# Alchemilla harae
Alchemilla harae é uma espécie de rosácea do gênero Alchemilla, pertencente à família Rosaceae.